# Róger Gómez
Róger Gómez Tenorio (La Cuesta, 7 de febrero de 1965) es un exfutbolista costarricense que jugó como centrocampista, siendo uno de los jugadores de la selección de Costa Rica en la Copa Mundial de Fútbol de 1990. Registra 17 participaciones y 4 anotaciones con su selección.
Fue parte de los primeros futbolistas costarricenses en obtener el primer título internacional con la selección nacional en la Copa Uncaf 1991.

## Trayectoria
Pasó por su vida futbolística en el fútbol costarricense en los clubes de Club Sport Cartaginés, Club Sport Herediano, Municipal Turrialba, Municipal Pérez Zeledón y Municipal Osa.

## Selección nacional
Fue convocado por el técnico serbio Bora Milutinović para participar en la cita mundialista de la Copa Mundial 1990. 
Su selección se enfrentaba ante la selección de Escocia. Róger participó en el encuentro, siendo parte de los primeros costarricenses en una cita mundialista. El jugador costarricense Juan Cayasso anotaba el gol al minuto 49, y con este gol los ticos ganaron su primer partido en un mundial por la mínima, 1-0. En el segundo encuentro, Costa Rica se enfrentaba ante la selección de Brasil. Róger vuelve a tener titularidad sumando los 90 minutos, en la que los brasileños se coronaban ganadores del partido, ganando por la mínima, 1-0. En el tercer partido, Róger aparece en la alineación titular contra la selección de Suecia, pero esta vez siendo sustituido al minuto 60, con los goles de los costarricenses Róger Flores y Hernán Medford. Costa Rica vencía a Suecia con el marcador 1-2. Costa Rica lograba avanzar a octavos de final, quedando en 2.ª posición, con 4 puntos del grupo C. En octavos de final, Róger no ve participación ya que fue suspendido por acumulación de tarjetas amarillas. Costa Rica se enfrentaba ante la selección de Checoslovaquia, en el que fueron cruelmente derrotados, perdiendo en el marcador 4-1. Costa Rica era eliminada de su primera participación en una cita mundialista.
Participó también en la nueva edición del torneo Copa Uncaf, en el que el primer encuentro se enfrentaban ante la selección de Honduras. Róger aparece en la alineación titular sumando los 90 minutos del partido. Al minuto 11, Róger realiza su primer gol con Costa Rica, abriendo el marcador 1-0 a favor de los ticos. El partido terminó 2-0. En el segundo encuentro se enfrentaban ante la selección de El Salvador. Róger dio su segundo gol con Costa Rica al minuto 66, terminando el encuentro 7-1. En el tercer encuentro se enfrentaban ante la selección de Guatemala. Róger jugó los 90 minutos en el encuentro contra los guatemaltecos. Costa Rica se coronó campeona de la primera edición de dicho torneo y Róger Gómez alzaba su primer título internacional con los costarricenses.
Disputó la Copa Oro 1991, comenzando la competición ante la selección de Guatemala. Gómez anotó el gol ante Guatemala al minuto 14, abriendo el marcador 1-0, partido que finalizó 2-1. En el segundo partido se enfrentaban ante Trinidad y Tobago. Gómez volvió a tener participación, partido en el que fueron derrotados por los trinitenses por 2-1. En el tercer encuentro se enfrentaban ante el país anfitrión del torneo, la selección de Estados Unidos. Gómez aparecía en la alineación titular disputando todo el compromiso con derrota en el marcador 3-2. Clasificados a semifinales, se enfrentaban ante la selección de Honduras. Gómez en esta ocasión entra al terreno de juego en el minuto 77, siendo derrotados por 2-0. Disputaron el tercer lugar de la Copa Oro ante México. Gómez no participó en este encuentro, a la misma vez, no estuvo convocado. Costa Rica cae derrotada ante México con el marcador 2-0, obteniendo el cuarto lugar de la Copa Oro 1991.
Gómez tuvo como último partido contra la selección de Noruega, en la que jugó 80 minutos en el empate 0-0.

#### Participaciones internacionales
| Competición                     | Sede           | Resultado        | Partidos | Goles |
| ------------------------------- | -------------- | ---------------- | -------- | ----- |
| Copa Mundial de 1990            | Italia         | Octavos de final | 3        | 0     |
| Copa Uncaf 1991                 | Costa Rica     | Campeón          | 3        | 2     |
| Copa de Oro de la Concacaf 1991 | Estados Unidos | Cuarto lugar     | 4        | 1     |

### Goles internacionales
| N. | Fecha                   | Sede                                           | Rival       | Gol | Resultado | Competición      |
| -- | ----------------------- | ---------------------------------------------- | ----------- | --- | --------- | ---------------- |
| 1. | 26 de mayo de 1991      | Estadio Ricardo Saprissa Aymá, San José        | Honduras    | 1–0 | 2–0       | Copa Uncaf 1991  |
| 2. | 29 de mayo de 1991      | Estadio Ricardo Saprissa Aymá, San José        | El Salvador | 6–1 | 7–1       | Copa Uncaf 1991  |
| 3. | 29 de junio de 1991     | Rose Bowl, Pasadena, Estados Unidos            | Guatemala   | 1–0 | 2–0       | Copa Oro 1991    |
| 4. | 27 de noviembre de 1991 | Memorial Coliseum, Los Angeles, Estados Unidos | México      | 1–1 | 1–1       | Partido amistoso |

## Clubes
| Club                    | País       | Año       |
| ----------------------- | ---------- | --------- |
| C. S. Cartaginés        | Costa Rica | ?         |
| C. S. Herediano         | Costa Rica | 1992-1994 |
| Municipal Turrialba     | Costa Rica | 1994-1996 |
| Municipal Pérez Zeledón | Costa Rica | 1996-1999 |
| Municipal Osa           | Costa Rica | 1999-2002 |

## Palmarés

### Títulos nacionales
| Título                         | Equipo               | País       | Año  |
| ------------------------------ | -------------------- | ---------- | ---- |
| Primera División de Costa Rica | Club Sport Herediano | Costa Rica | 1993 |

### Títulos internacionales
| Título               | Equipo                  | Sede       | Año  |
| -------------------- | ----------------------- | ---------- | ---- |
| Copa Centroamericana | Selección de Costa Rica | Costa Rica | 1991 |

## Vida privada
Gómez fue apodado el Policía, por su segunda profesión, ya que era oficial de la Fuerza Pública de Costa Rica.
En el año 2014, Róger fue elegido para encender el pebetero de los juegos nacionales en Costa Rica.